# Wonodadi (Pracimantoro)
Wonodadi is een bestuurslaag in het regentschap Wonogiri van de provincie Midden-Java, Indonesië. Wonodadi telt 2635 inwoners (volkstelling 2010).